# Matteo Tosatto
Mauro Matteo Tosatto (Castelfranco Veneto, 14 de mayo de 1974) es un ciclista italiano que fue profesional desde 1997 hasta 2016.

## Biografía

### 1997-1999: el debut con MG-Technogym
Tosatto se convirtió en profesional en 1997 en el equipo MG-Technogym. Durante su primera temporada, mostró habilidad en las semiclásicas de los países nórdicos, finalizando séptimo en la Vuelta a Colonia y en el Tour del Aeropuerto de Colonia-Bonn. Al año siguiente, confirmó estas disposiciones en un nuevo equipo fichando por el equipo Ballan. Terminó quinto y en el Memorial Rik Van Steenbergen y en la Veenendaal-Veenendaal en 1998 y cuarto en el Gran Premio Pino Cerami en 1999. El mismo año terminó segundo en una etapa al esprint del Giro de Italia por detrás de Mario Cipollini, revelando sus habilidades bien en el esprint y cómo sus líderes hacían de Tosatto un lanzador ideal.

### 2000-2005: Fassa Bortolo, los años con Alessandro Petacchi

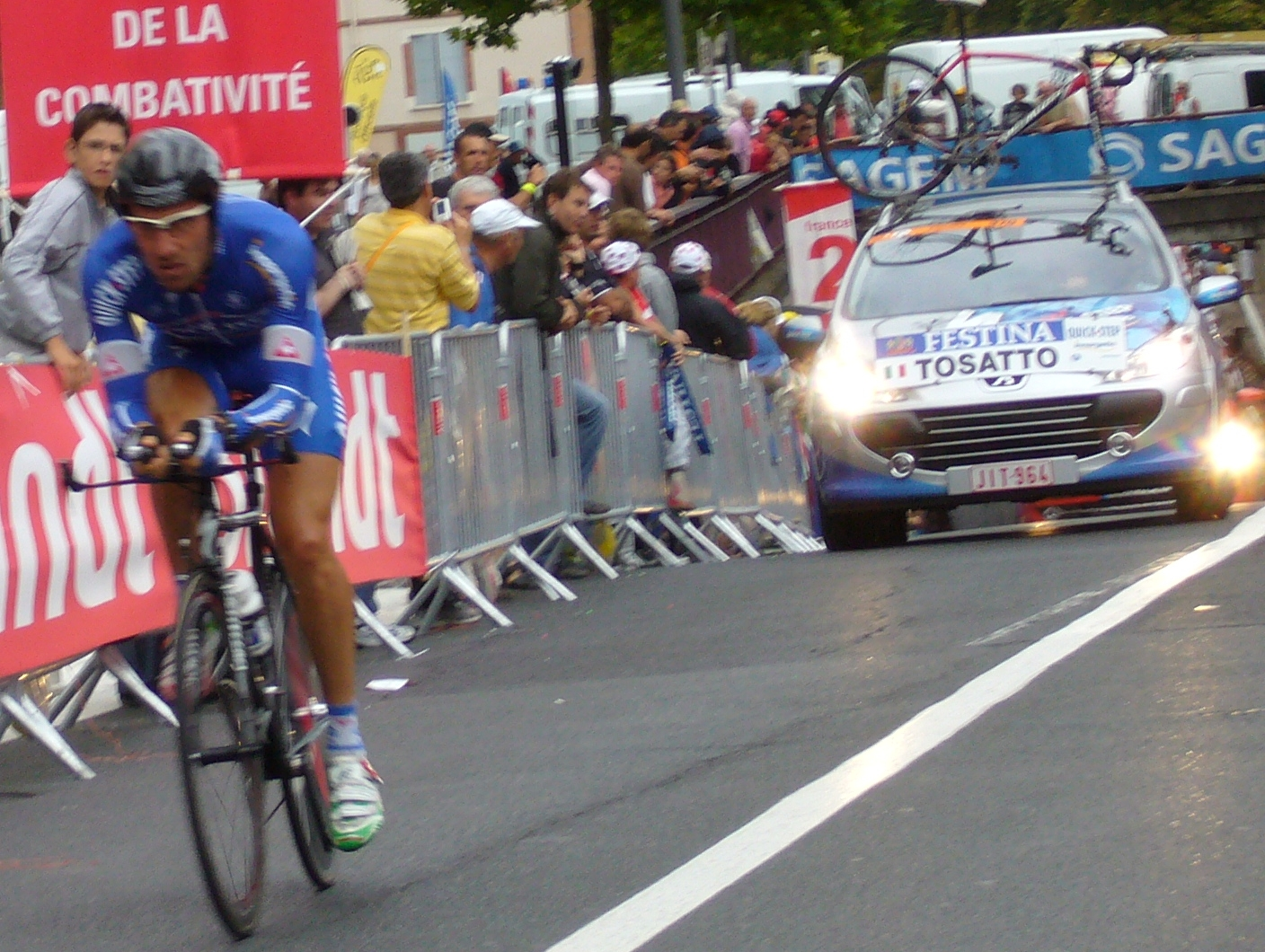
En el Tour de Francia 2007.

Por lo tanto, en el año 2000, Tosatto es reclutado por el equipo Fassa Bortolo, donde es cada vez más reconocido como lanzador de Alessandro Petacchi. En 2000, Tosatto, sin embargo, se las arregla para ganar su primera victoria en una etapa de la París-Niza. En carreras de un día, también terminó segundo en el Gran Premio de Frankfurt, a continuación, tercero en el Giro della Romagna. De nuevo quedó segundo en una etapa del Giro de Italia, lo cual consiguió el año siguiente al ganar una etapa escapado del Giro de Italia en Montebelluna. 
En 2002, Tosatto se encuentra entre los ciclistas más destacados en las semiclásicas italianas. Terminó tercero en el Trofeo Matteotti y la Coppa Bernocchi, y luego ganó su primera carrera de un día, el Coppa Placci. Con los años, su dedicación a Alessandro Petacchi limita el talento de Tosatto. Sin embargo, en 2004, terminó tercero en el Giro de la Provincia de Lucca, y luego ganó el Giro de Toscana. A finales de temporada, es también segundo en el Tour de Venezia, por detrás de Gilberto Simoni y el Giro della Romagna, por detrás de Gianluca Bortolami. Después ganó el GP Kanton Aargau.

### 2006-2009: Quick Step, los años con Tom Boonen
En la temporada 2006, tras la disolución del equipo Fassa Bortolo, Tossato se unió al servicio de Tom Boonen en el equipo Quickstep. Una vez más, Tosatto tuvo éxito en la carrera, y ganó la 18.ª etapa del Tour de Francia en el esprint, superando a su compañero de escapada, Cristian Moreni.
Después de dos temporadas sin resultados destacables, Tosatto terminó cuarto en el Giro de Lazio en octubre de 2008 y 15.º del Giro de Lombardía unos días más tarde, para luego tener nuevamente dos años sin destaque, hasta que finalmente luego de 5 temporadas en el equipo, para 2011 decidió cambiar de aires y fichó el Saxo Bank Sungard.

## Palmarés
| 1998 - Giro del Medio Brenta 2000 - 1 etapa de la París-Niza 2001 - 1 etapa del Giro de Italia 2002 - Coppa Placci | 2004 - Giro de Toscana - GP Kanton Aargau 2006 - 1 etapa del Tour de Francia |

## Resultados en Grandes Vueltas y Campeonatos del Mundo
| Carrera         | Carrera         | 1997  | 1998 | 1999 | 2000 | 2001 | 2002 | 2003  | 2004  | 2005  | 2006  | 2007  | 2008 | 2009  | 2010 | 2011  | 2012  | 2013  | 2014  | 2015  | 2016  |
| --------------- | --------------- | ----- | ---- | ---- | ---- | ---- | ---- | ----- | ----- | ----- | ----- | ----- | ---- | ----- | ---- | ----- | ----- | ----- | ----- | ----- | ----- |
|                 | Giro de Italia  | —     | —    | 43.º | Ab.  | 50.º | 63.º | Ab.   | 106.º | 122.º | —     | 94.º  | —    | —     | 56.º | 136.º | 104.º | —     | —     | 112.º | 107.º |
|                 | Tour de Francia | 132.º | —    | —    | —    | 60.º | —    | —     | 110.º | —     | 123.º | 108.º | 93.º | 114.º | —    | 123.º | —     | 92.º  | 119.º | 132.º | 145.º |
|                 | Vuelta a España | —     | —    | —    | —    | —    | —    | 134.º | —     | Ab.   | Ab.   | —     | Ab.  | Ab.   | 67.º | —     | 135.º | 115.º | 120.º | —     | —     |
| Mundial en Ruta | Mundial en Ruta | —     | —    | —    | —    | —    | 84.º | —     | —     | 65.º  | Ab.   | Ab.   | 31.º | —     | Ab.  | 104.º | —     | —     | —     | —     | —     |

—: no participa

Ab.: abandono

## Equipos
- MG Maglificio-Technogym (1997)
- Ballan (1998-1999)
  - Ballan (1998)
  - Ballan-Alessio (1999)
- Fassa Bortolo (2000-2005)
- Quick Step (2006-2010)
  - Quick Step-Innergetic (2006-2007)
  - Quick Step (2008-2010)
- Saxo Bank/Tinkoff (2011-)
  - Saxo Bank-Sungard (2011)
  - Team Saxo Bank-Tinkoff Bank (2012)
  - Team Saxo-Tinkoff (2013)
  - Tinkoff-Saxo (2014-2015)
  - Tinkoff (2016-)